# Adventure Island (série de jeux vidéo)
Pour les articles homonymes, voir Adventure Island.
Adventure Island est une série de jeux vidéo par Hudson Soft. Cette série est créée en l'honneur d'un joueur très populaire au Japon dans les années 1980, Takahashi Meijin (qui détenait entre autres le record de 16 pressions par seconde sur un bouton). Si à l'origine, Adventure Island se veut une conversion de la série Wonder Boy sur NES, elle se démarque rapidement de cette dernière pour devenir une série originale à part entière.  
Après 14 années d’absence, Adventure Island est de retour sur le WiiWare avec un nouvel épisode, nommé Adventure Island: The Beginning. 

## Jeux
| 1986 | Adventure Island                  |
| 1987 | Takahashi Meijin no Bug-tte Honey |
| 1991 | Adventure Island II               |
| 1992 | Super Adventure Island            |
| 1992 | New Adventure Island              |
| 1992 | Adventure Island III              |
| 1994 | Takahashi Meijin no Bōken Jima IV |
| 1995 | Super Adventure Island II         |
| 2009 | Adventure Island: The Beginning   |